# ウィリアム・ジョン・サリバン
ウィリアム・ジョン・サリバン(William John Sullivan、より一般的には、ジョン・サリバン(John Sullivan)として知られる)は、1976年12月6日生まれの、ソフトウェアの自由を守る活動家、ハッカーそして文筆家である。ジョンは、2003年初頭にフリーソフトウェア財団(Free Software Foundation; FSF)に従事し始め、現在はその執行役員(executive director)を務めている。彼はまた、GNUプロジェクトのスポークスマンならびにウェブ管理者も務めている。自由ソフトウェア作家として、彼はまた、GNU EmacsテキストエディタのPlannermodeならびにdelicious-elパッケージのメンテナである。
自由ソフトウェア並びにフリーカルチャー双方のコミュニティで活動するサリバンは、実は、哲学学士号(Bachelor of Arts in philosophy)ならびに筆記・詩学の修士号(Master of Arts in Writing and Poetics)を授与されている。大学在学中においては、サリバンは弁論（ポリシー・ディベート）に長けており、CEDA Nationalsの決勝戦、ならびにNDTの準決勝戦に勝ち残った実績を持つ。
2007年まで、ジョンは、Defective by Design、BadVistaそしてPlay Ogg運動を全面に背負って立つ、主要な折衝担当者だった。彼はまた、2006年7月まで、GNUプロジェクトのウェブ管理者長(Chief-webmaster)も務めていた。

## GNUプロジェクトの弁士として
ジョンは現在、英語による、次の話題に関する講演を行っている:
- デジタル"制約"管理(Digital Restrictions Management)[10]。
- 特許やプロプライエタリなライセンスで縛られたメディア・フォーマットの危険性。またそれに対抗するFSFのPlay Ogg運動について。
- Microsoft Windows Vistaの代わりとなる、自由ソフトウェアを推奨することについて。FSFのBadVistaキャンペーンについて。
- あなた方には何ができるか: 自由ソフトウェアの思想を伝え、組織化するための戦略について。
- "Why software should be free ?" (なぜソフトウェアはフリーとなるべきなのか。)
- GPLバージョン3、そして自由ソフトウェアライセンスの導入について。
- FSF/GNUが最優先で取り組む自由ソフトウェアプロジェクトについて[11]。